# Claire Visser
Claire Visser ('s-Gravenhage, 16 september 1981) is een Nederlands hockeyster.
Visser, een aanvaller die tevens strafcornerspecialist is, begon bij de jeugd bij het Wassenaarse HGC. Tevens kwam ze uit in verschillende nationale jeugdselecties. Uiteindelijk ging ze spelen in het eerste damesteam van HGC dat toentertijd uitkwam in de hoofdklasse. In 2003 maakte ze de overstap naar HC Rotterdam waar ze ook op het hoogste niveau speelde.
In 2006 gaf ze haar loopbaan een vervolg in Spanje waar ze tot en met 2009 uit zou komen voor Atlètic Terrassa in Spanje. Na afloop van haar topsportloopbaan keerde ze in 2012 terug naar HC Rotterdam waar ze uitkomt in het eerste team dat inmiddels gedegradeerd is naar de overgangsklasse.
Visser bezocht het Erasmus College en behaalde een bachelor aan de Haagse Hogeschool in Sport en Marketing. 